# 綠戈岡鮡
綠戈岡鮡，為輻鰭魚綱鯰形目鮡科的其中一種，為熱帶淡水魚類，分布於亞洲孟加拉、印度、不丹及尼泊爾淡水流域，體長可達8.5公分，棲息在河川上游底層水域，生活習性不明。